# 竹北夜市
竹北夜市位於新竹縣竹北市環北路五段和新光二街交叉口，為新竹縣內規模最大的夜市。

## 違法停業
竹北夜市的前身位於新竹縣竹北市光明一路與縣政十三路交叉路口竹北停車場，約有3～5百個攤商，曾為全台7大流動夜市之一。因屬違法營業，在營運10年後，於2012年11月29日走入歷史。

## 重新開幕
停業的竹北夜市於2013年1月6日於環北路五段和新光二街交叉口重新開幕。

## 營業時間
為每週日（規模較大）和每週二（原地，規模較小）的夜市。
2017年3月18日起，加開週六的場次，二、日不變。

## 概要
夜市所在的竹北市縣華段561地號，按原都市設計為污水處理場，佔地約3000坪。因居民抗議而暫時停止建設，將該空地改規劃為免費停車場，提供民眾每週一至週六免費停車、週日17時至24時供夜市設攤使用。
因臨近竹北光明商圈，每逢週日晚上更顯得熱鬧非凡，也為地方帶來相當可觀的觀光人潮。但由於噪音、空污與交通問題造成地方居民困擾，在居民抗議與營建署、審計室糾正之下，新竹縣政府於2012年10月22日公告，將在2012年11月30日起將該停車場回復收費。

## 外部連結
- 竹北夜市的Facebook專頁